# Алсмер

Расположение общины Алсмер на карте Нидерландов

Алсмер (нидерл. Aalsmeerо файле) — община и деревня в Нидерландах, в провинции Северная Голландия. В общину входят также хутора Кюделстарт и Остейнде. Название деревни происходит от нидерландских слов «aal» (морской угорь) и «meer» (озеро). Алсмер расположен в 13 километрах на юго запад от Амстердама. Деревня знаменита самым большим цветочным аукционом мира.

## История
Алсмер впервые упомянут в документе от 1133 года, в котором говорится, что территория «Alsmar» даруется Рейнсбюргскому аббатству. Дидерик ван Клеф подтвердил этот дар в документе от 1199 года. В то время это были дикие земли, поросшие ольхой и ивой.
Интенсивная добыча торфа привела к образованию больших водоёмов, не оставив места для земледелия и вынудив жителей Алсмера переключиться на рыболовство. Нехватка земель привела к тому, что начиная со второй половины XVII века часть озёр была осушена, вновь став твёрдой землёй. Торф больше не добывали, рыболовство тоже пришло в упадок, но зато стало развиваться садоводство, особенно разведение земляники, достигшее своего пика между 1850 и 1855 годами. Именно земляника стала основой для цветов алсмерского флага: красного (ягоды), зелёного (листья) и чёрного (почва). С 1880-х годов здесь также начали разводить цветы.
Изначально земляника и цветы скупались перекупщиками, которые на баржах доставляли их на амстердамские рынки, однако начиная с 1912 года в местных кафе начали проводиться регулярные аукционы: Centrale Aalsmeerse Veiling в центре города, и Bloemenlust в восточной части.
В годы Второй мировой войны Алсмер заслужил репутацию опоры нацистов, и здесь часто бывал командующий вермахтом в Нидерландах Фридрих Христиансен. После войны здесь состоялось свыше сотни судебных процессов, на которых судили нацистских пособников.
В 1968 году два деревенских цветочных аукциона объединились в один, образовав Verenigde Bloemenveilingen Aalsmeer.

## Экономика
На сегодняшний день, ровно как и в начале XX века, экономика Алсмера держится на выращивании цветов и последующей реализации. Плодородная почва, развитое сельское хозяйство и технологии, а также расположенный неподалёку аэропорт Схипхол способствуют быстрой доставке и отправке цветов на заграничные рынки сбыта. Аукцион, который проводится в Алсмере, занимает площадь около 720.000 m² и более 80 % всех сделок осуществляется иностранными покупателями. Ежегодный доход от реализации цветов и их саженцев измеряется суммой в 1 млрд 600 тыс. евро.

## Примечания

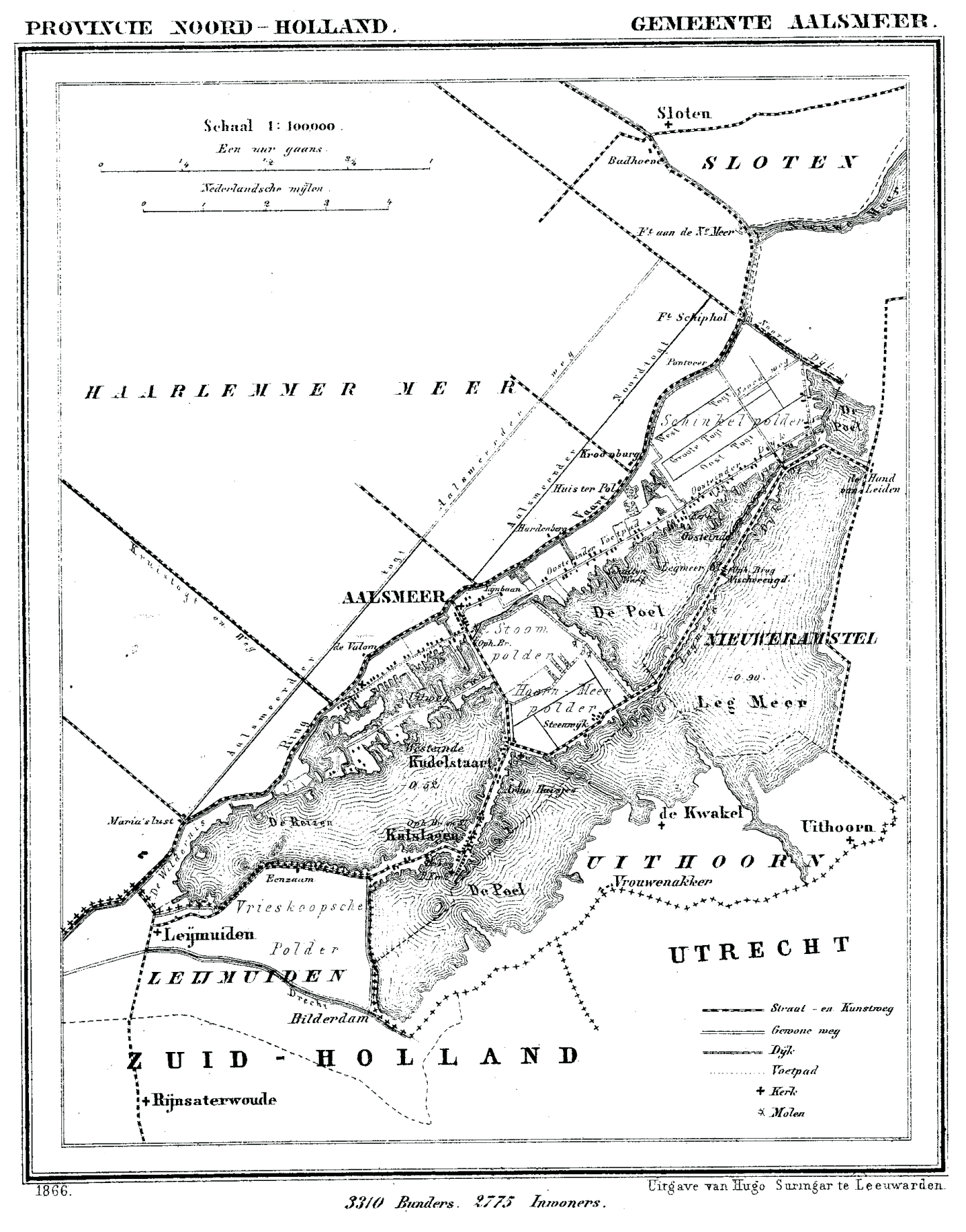
карта Алсмера 1866 года
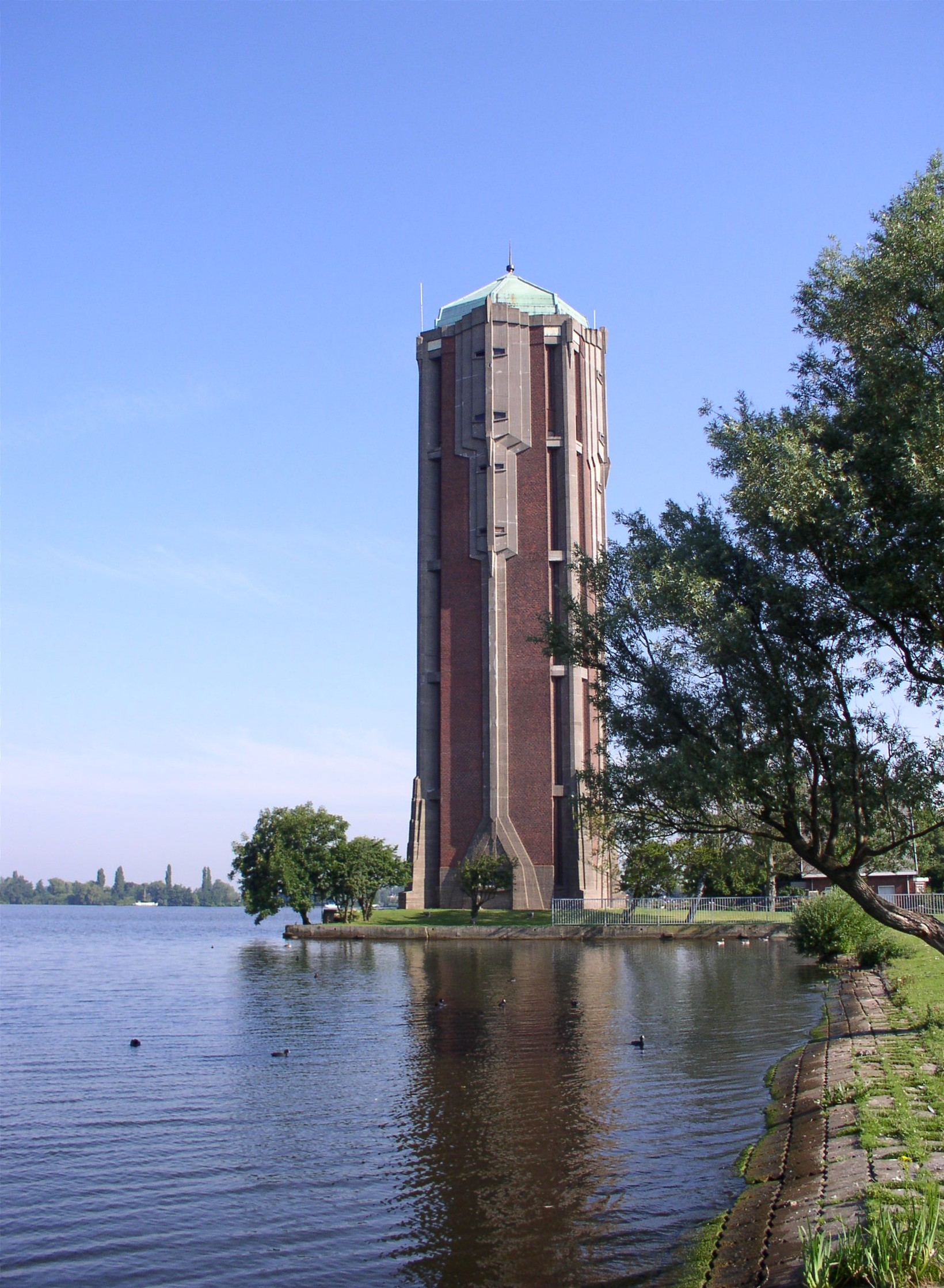
Водонапорная башня
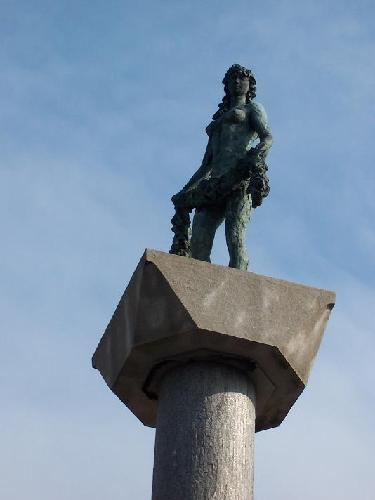
Статуя Флоры